# Trichoptya expansilis
Trichoptya expansilis är en fjärilsart som beskrevs av W. Warren 1912. Trichoptya expansilis ingår i släktet Trichoptya och familjen nattflyn. Inga underarter finns listade i Catalogue of Life.